# Sonic Pi
Sonic Pi ist ein Open-Source-Musikprogramm, das für den Kleincomputer Raspberry Pi entwickelt wurde. Das Programm funktioniert neben dem Pi auch auf anderen Computern mit Linux, Mac-OS, oder Windows als Betriebssystemen.
Sonic Pi nutzt den Kleincomputer als Musikinstrument. Die als „Audible Programming“ bezeichnete Struktur der Anwendung greift nicht auf gängige Methoden zur Eingabe von Musik (bspw. Klaviatur, Notenschrift, oder Sequenzer) zurück. Stattdessen werden kleine Scripts „abgespielt“, d. h. ein Programmquelltext bildet die Grundlage für die Klangerzeugung. Durch sogenanntes „Live Coding“ kann in Echtzeit eine laufende Schleife geändert werden und so die erzeugte Klangfolge verändert werden.
Unterstützt von Informatik-Lehrerin Carrie Anne Philbin entwickelte Sam Aaron an der University of Cambridge Sonic Pi für die grundlegende EDV-Ausbildung an englischen Schulen, in denen bereits in den unteren Klassenstufen das Programmieren gelernt wird.